# الفنان (فلم)
الفنان (بالإنجليزية: The Artist) هو فيلم فرنسي صامت إنتاج 2011، وهو فيلم درامي رومانسي بطولة بيجو برنيس وجان ديجردان. حصل على خمس جوائز أوسكار من بينها جائزة أفضل فيلم وأفضل ممثل لجان دوجاردان الذي أصبح أول فرنسي يفوز بهذه الجائزة.

## الحبكة
تدور الأحداث حوالي سنة 1927، جورج فالتين ممثل يؤدي أدوار بالأفلام الصامتة وبعد اختراع الأفلام الصوتية تتقلص شعبيته وتتدهور اموره، بينما تتمكن بيبي ميلر من دخول عالم النجومية والشهرة.

## روابط خارجية
- مقالات تستعمل روابط فنية بلا صلة مع ويكي بيانات